# Умірзацький сільський округ
Умірза́цький сільський округ (каз. Өмірзақ ауылдық округі, рос. Умирзакский сельский округ) — адміністративна одиниця у складі Актауської міської адміністрації Мангистауської області Казахстану. Адміністративний центр та єдиний населений пункт — село Умірзак.
Населення — 7510 осіб (2021; 2847 у 2009, 1402 у 1999, 1685 у 1989).
Станом на 1989 рік існувала Умірзацька селищна рада (смт Умірзак), з 1993 року — Умірзацька селищна адміністрація (селище Умірзак), з 2006 року — Умірзацький сільський округ.